# Liste von Bergen des Kellerwalds

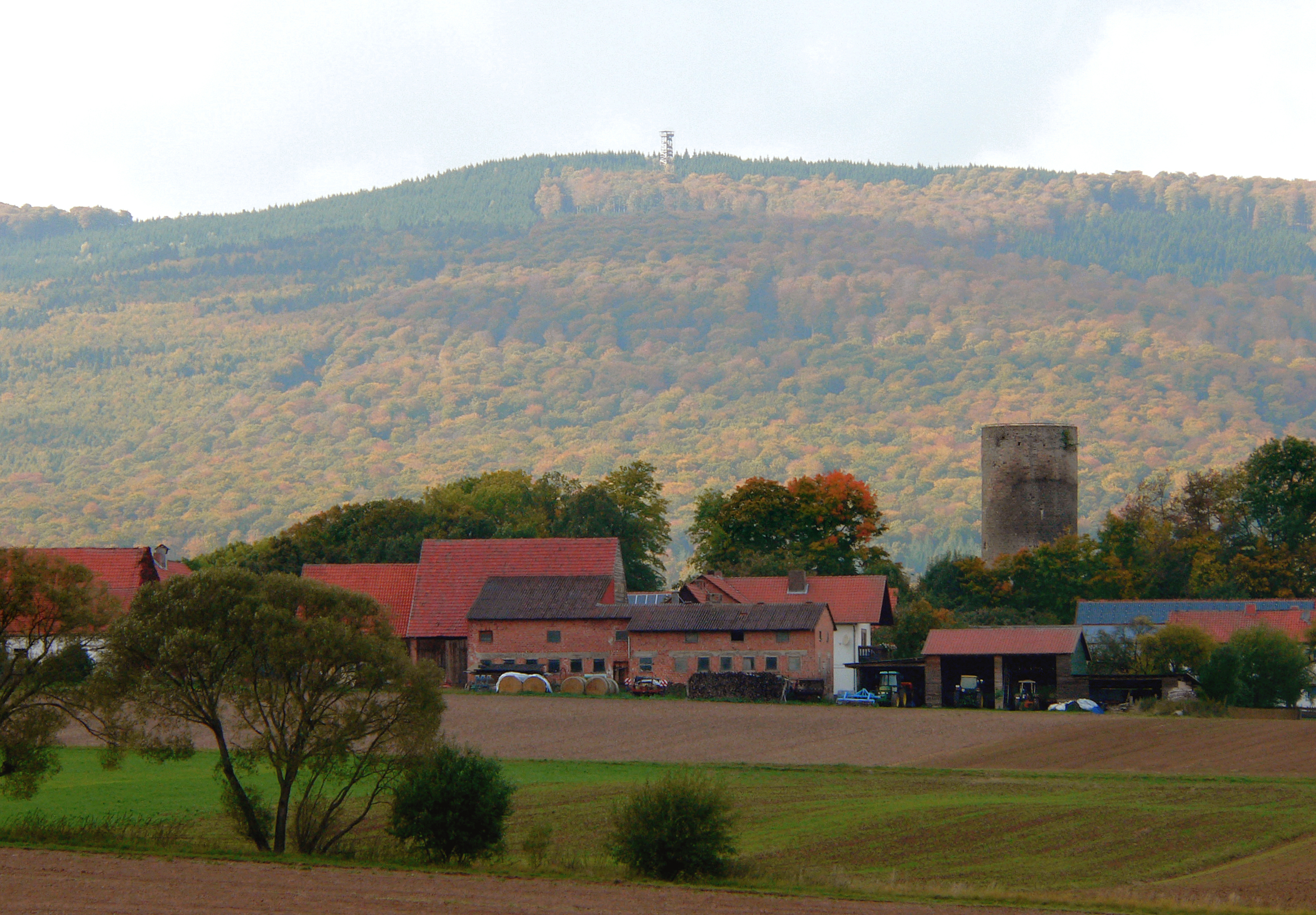
Wüstegarten (höchster Berg im Kellerwald) mit Kellerwaldturm (AT) sowie Bergfried der Burg Jesberg und Häusern von Jesberg (vorne)

Die Liste von Bergen des Kellerwalds enthält eine Auswahl von Bergen und Erhebungen sowie deren Ausläufern des im Landkreis Waldeck-Frankenberg und Schwalm-Eder-Kreis in Hessen (Deutschland) gelegenen Kellerwaldes, einem Mittelgebirge des Rheinischen Schiefergebirges und Teil der zur naturräumlichen Haupteinheitengruppe Westhessisches Bergland gehörenden Haupteinheit Kellerwald (Nr. 344).
Die meisten der in der Liste genannten Objekte befinden sich im Naturpark Kellerwald-Edersee, der sich überwiegend südlich des Edersees und mit Kleinteilen nördlich des Stausees ausbreitet. Die Liste beinhaltet auch die Objekte vom innerhalb des Naturparks gelegenen Nationalpark Kellerwald-Edersee, der sich südlich des Stausees befindet und sich etwa mit dem Gebiet der Ederhöhen (auch Ederberge genannt) deckt. Sie enthält die Objekte des bewaldeten und aus den naturräumlichen Untereinheiten Hoher Kellerwald (344.0; Süden), deren Zentralteil der Keller (Hoher Keller) ist, Mittelkellerwald (344.1; südwestliche Mitte), Wildunger Bergland (344.2; östliche Mitte), Große Hardt (344.3; nördliche Mitte; südlich des Edersees), Ederseetrog (Herzhausen-Hemfurther Edertal; 344.4; Norden; rund um den Edersee) und Niederkellerwald (Frankenauer Flur; 344.5; westliche Mitte) bestehenden Mittelgebirges.
Siehe auch diese Listen:
– Berge des Rheinischen Schiefergebirges
– Berge und Erhebungen in Hessen
– Berge im Nationalpark Kellerwald-Edersee
– Naturräumliche Gliederung des Kellerwaldes

## Bergliste
Sieben Spalten der in der Ausgangsansicht absteigend nach Höhe in Meter (m) über Normalhöhennull (NHN; wenn nicht anders angegeben laut BfN) sortierten Tabelle sind durch Klick auf die Symbole bei ihren Spaltenüberschriften sortierbar.
Spaltenerläuterungen:
Berg, Erhebung, Ausläufer:
In dieser Spalte sind Alternativnamen in Klammern gesetzt, kleingedruckt und kursiv geschrieben. Dort steht bei mehrmals vorkommenden, gleichnamigen Eintragungen kleingedruckt und in Klammern gesetzt zur Unterscheidung jeweils der Name der in Objektnähe gelegenen Ortschaft. Erhebungen, die aufgrund ihrer Dominanz und Prominenz keine eigenständigen Berge darstellen, sind mit dem Kürzel „Nk“ = Nebenkuppe gekennzeichnet, und zudem ist dort der Berg, dessen Ausläufer sie darstellen, genannt.
Naturraum und Nr.:
In dieser Spalte ist die Naturraumeinheit genannt, in welcher der Gipfel liegt; dort befindet sich bei in mehreren Einheiten gelegenen Objekten (sofern deren Gipfel nicht genau auf der Grenze liegt) in kleiner Schrift die angrenzende Einheit. In der rechts benachbarten Spalte ist die dazugehörige Naturraum-Nummer aufgeführt.
Lage:
In dieser Spalte ist bei einem Objekt bei dem mindestens zwei Gemeinden gelistet sind, die Gemeinde, in deren Gebiet der Gipfel (sofern sich dieser nicht genau auf der Grenze befindet) liegt, fettgedruckt.
Landkreis/e:
In dieser Spalte ist bei einem Objekt, bei dem mehrere Landkreise gelistet sind, der Landkreis, welcher der Gemeinde/Stadt zugeordnet ist und in dem der Gipfel (sofern sich dieser nicht genau auf der Grenze befindet) liegt, fettgedruckt. Wenn alle Gemeinden im selben Landkreis liegen, ist dieser nur einmal genannt.
Abkürzungen:
Die in der Tabelle verwendeten Abkürzungen sind unten erläutert.
| Berg, Erhebung, Ausläufer (Geo-Koordinaten)                     | Höhe (m)          | Naturraum                                             | Nr.                   | NRP K-E (s. u.) | NLP K-E (s. u.) | Lage: Gemeinde – Ortschaft (bei/zwischen)                                                                                           | Land- kreis (s. u.) | Ort von (Lage in/mit NSG; Sehenswürdigkeiten; Gewässer/-quellen)                                                                                 | Bild |
| --------------------------------------------------------------- | ----------------- | ----------------------------------------------------- | --------------------- | --------------- | --------------- | --- | ------------------- | --- | --- |
| Wüstegarten (⊙)                                                 | 675,3             | Jeust und Keller                                      | 344.00                | NRP             | –               | Bad Wildungen – Bergfreiheit Jesberg – Densberg – Jesberg (Ko) Haina – Dodenhausen – Fischbach – Haddenberg Gilserberg – Schönstein | KB HR KB HR         | höchster Berg im Kellerwald; Kellerwaldturm (AT), Ringwallanlage                                                                                 | Blick von Jesberg zum Wüstegarten mit Kellerwaldturm, im Vordergrund Burg Jesberg                                            |
| Hohes Lohr (⊙)                                                  | 656,7             | Mittelkellerwald                                      | 344.1                 | NRP             | –               | Haina – Battenhausen – Dodenhausen – Haddenberg Gemünden – Herbelhausen                                                             | KB                  | FMT Hohes Lohr; Q: Gieblingsbach, Q: Kunzebach, Q: Rotebach                                                                                      | Blick vom Kellerwaldturm auf dem Wüstegarten zum Hohen Lohr mit Rothaargebirge im Hintergrund                                |
| Große Aschkoppe (⊙)                                             | 639,8             | Mittelkellerwald                                      | 344.1                 | NRP             | –               | Bad Wildungen – Armsfeld – Hundsdorf Haina – Hüttenrode – Löhlbach                                                                  | KB                  | Q: Heerbach, Q: Urff, Q: Wesebach (n) | |
| Hunsrück (⊙)                                                    | 635,9             | Jeust und Keller                                      | 344.00                | NRP             | –               | Bad Wildungen – Bergfreiheit Bad Zwesten – Oberurff-Schiffelborn Haina – Fischbach – Haddenberg Jesberg – Jesberg (Ko)              | HR KB HR            | | Blick vom Kellerwaldturm auf dem Wüstegarten nordostwärts über den Hunsrück                                                  |
| Traddelkopf (⊙)                                                 | 626,4             | Große Hardt                                           | 344.3                 | NRP             | NLP             | Bad Wildungen – Frebershausen Edertal – Gellershausen                                                                               | KB                  | höchster Berg des Nationalparks | |
| Winterberg (Nk v. Gr. Aschkoppe) (⊙)                            | 616,6             | Mittelkellerwald                                      | 344.1                 | NRP             | –               | Bad Wildungen – Hundsdorf Haina – Hüttenrode – Löhlbach                                                                             | KB                  | | |
| Auenberg (⊙)                                                    | 610,7             | Mittelkellerwald                                      | 344.1                 | NRP             | –               | Bad Wildungen – Armsfeld – Bergfreiheit – Hundsdorf – Odershausen                                                                   | KB                  | Q: Dornbach, Q: Kaltebornsbach, Q: Kohlbach | |
| Kleine Aschkoppe (Nk v. Gr. Aschkoppe) (⊙)                      | 606,8             | Mittelkellerwald                                      | 344.1                 | NRP             | –               | Bad Wildungen – Hundsdorf Haina – Hüttenrode – Löhlbach                                                                             | KB                  | Q: Wesebach | |
| Ahornkopf (Traddelkopf-Nk) (⊙)                                  | 604,1             | Große Hardt                                           | 344.3                 | NRP             | NLP             | Bad Wildungen – Frebershausen Edertal – Gellershausen Frankenau – Altenlotheim                                                      | KB                  | NSG Ruhlauber (n) | |
| Dicker Kopf (⊙)                                                 | 603,7             | Große Hardt                                           | 344.3                 | NRP             | NLP             | Edertal – Bringhausen – Gellershausen – Hemfurth – Kleinern                                                                         | KB                  | Q: Keßbach, Q: Eschelbach | |
| Alte Koppe (⊙)                                                  | 591,4             | Mittelkellerwald                                      | 344.1                 | NRP             | –               | Bad Wildungen – Hundsdorf Haina – Löhlbach                                                                                          | KB                  | Q: Urff, Q: Wesebach (n) | |
| Hohlstein (⊙)                                                   | 587,8             | Mittelkellerwald                                      | 344.1                 | NRP             | –               | Haina – Dodenhausen – Haina (Ko) Gemünden – Herbelhausen                                                                            | KB                  | Südlicher Sporn Fetzgesburg (520,6 m; n) (Burgstall einer Spornburg)                                                                             | |
| Jeust (⊙)                                                       | 585,0             | Jeust und Keller                                      | 344.00                | NRP             | –               | Gemünden – Gemünden (Ko) Gilserberg – Schönstein Haina – Dodenhausen                                                                | KB HR KB            | ND Schönstein (Felsen); Q: Goldbach | Jeust mit dem Gilserberger Dorf Schönstein                                                                                   |
| Sauklippe (⊙)                                                   | 584,4             | Jeust und Keller                                      | 344.00                | NRP             | –               | Bad Zwesten – Oberurff-Schiffelborn                                                                                                 | HR                  | Q: Michelbach I, Q: Michelbach II | |
| Schellberg (⊙)                                                  | 584,3             | Mittelkellerwald                                      | 344.1                 | NRP             | –               | Bad Wildungen – Frebershausen – Hüddingen Frankenau – Frankenau (Ko) Haina – Löhlbach                                               | KB                  | Q: Sasselbach (n) | |
| Bilsenkopf Südwestkuppe: Nordostkuppe: (⊙)                      | 582 581,2         | Mittelkellerwald                                      | 344.1                 | NRP             | –               | Bad Wildungen – Hüddingen Haina – Löhlbach                                                                                          | KB                  | Q: Dreisbach, Q: Sasselbach | Blick von einer Stelle nahe der Hüddinger Kirche über das Dorf hinweg; links der Bilsenkopf                                  |
| Wölftekopf (⊙)                                                  | 567,1             | Mittelkellerwald                                      | 344.1                 | NRP             | –               | Bad Wildungen – Hüddingen – Hundsdorf Haina – Löhlbach                                                                              | KB                  | Q: Urff, Q: Wilde (Wölfte) | |
| Talgang (⊙)                                                     | 566,1             | Große Hardt                                           | 344.3                 | NRP             | NLP             | Bad Wildungen – Frebershausen Frankenau – Altenlotheim – Frankenau (Ko)                                                             | KB                  | | |
| Wingelsberg (⊙)                                                 | 560,9             | Mittelkellerwald                                      | 344.1                 | NRP             | –               | Bad Wildungen – Frebershausen – Hüddingen Frankenau – Frankenau (Ko) Haina – Löhlbach                                               | KB                  | | |
| Herleberg (⊙)                                                   | 560,4             | Mittelkellerwald                                      | 344.1                 | NRP             | –               | Bad Wildungen – Armsfeld – Bergfreiheit – Hundsdorf – Odershausen                                                                   | KB                  | Q: Dornbach, Q: Finstertalbach, Q: Kohlbach | |
| Locheiche (⊙)                                                   | 557,3             | Große Hardt                                           | 344.3                 | NRP             | NLP             | Bad Wildungen – Frebershausen Edertal – Bringhausen – Gellershausen                                                                 | KB                  | Q: Klingesebach Q: Kleine Küche | |
| Kesselberg (⊙)                                                  | 556               | Mittelkellerwald                                      | 344.1                 | NRP             | –               | Bad Wildungen – Frebershausen – Hüddingen Frankenau – Frankenau (Ko) Haina – Löhlbach                                               | KB                  | | |
| Schierberg (⊙)                                                  | 552,2             | Mittelkellerwald                                      | 344.1                 | NRP             | –               | Bad Wildungen – Armsfeld – Hundsdorf Haina – Hüttenrode                                                                             | KB                  | | |
| Pferdsberg (⊙)                                                  | 551,3             | Mittelkellerwald                                      | 344.1                 | NRP             | –               | Frankenau – Allendorf – Dainrode – Frankenau (Ko) Frankenberg – Haubern Haina – Altenhaina – Löhlbach                               | KB                  | Q: Nebenbach vom Pferdsberg, Q: Schweinfe (n) | |
| Battenberg (Ahornkopf-Nk) (⊙)                                   | 550,2             | Große Hardt                                           | 344.3                 | NRP             | NLP             | Bad Wildungen – Frebershausen | KB                  | Q: Banfebach (Banferbach) (n) | |
| Kaltebaum (⊙)                                                   | 550               | Mittelkellerwald                                      | 344.1                 | NRP             | –               | Bad Wildungen – Armsfeld Haina – Battenhausen – Fischbach – Haddenberg                                                              | KB                  | | |
| Dürrenberg (⊙)                                                  | 549,7             | Wildunger Bergland                                    | 344.2                 | NRP             | –               | Bad Wildungen – Frebershausen | KB                  | | |
| Quernst (Talgang-Nk) (⊙)                                        | 545               | Große Hardt                                           | 344.3                 | NRP             | NLP             | Frankenau – Altenlotheim – Frankenau (Ko) Bad Wildungen – Frebershausen                                                             | KB                  | Quernstkirche (Ruine; 534,9 m; n); Quernstkapelle (n); Q: Banfebach (Banferbach) (n)                                                             | |
| Ochsenwurzelskopf (⊙)                                           | 542,2             | Große Hardt                                           | 344.3                 | NRP             | NLP             | Edertal – Bringhausen – Hemfurth | KB                  | Edersee, „Oberbecken Waldeck II“ → Pumpspeicherwerke Waldeck                                                                                     | |
| Ermerod (⊙)                                                     | 539,2             | Große Hardt                                           | 344.3                 | NRP             | NLP             | Edertal – Bringhausen – Kleinern | KB                  | „Oberbecken Waldeck II“ Pumpspeicherwerke Waldeck (Kavernenkraftwerk „Waldeck II“) siehe auch bei 506,6 m: Peterskopf Q: Heimbach, Q: Mellbach   | |
| Pickelberg (⊙)                                                  | 529,8             | Mittelkellerwald                                      | 344.1                 | NRP             | –               | Bad Wildungen – Armsfeld Haina – Battenhausen – Fischbach – Haddenberg                                                              | KB                  | | |
| Friedrichskopf (Talgang-Nk) (⊙)                                 | 528,5             | Große Hardt                                           | 344.3                 | NRP             | NLP             | Bad Wildungen – Frebershausen Frankenau – Frankenau (Ko)                                                                            | KB                  | | |
| Elmsberg (⊙)                                                    | 526,7             | Große Hardt                                           | 344.3                 | NRP             | NLP             | Edertal – Bringhausen – Gellershausen – Hemfurth – Kleinern                                                                         | KB                  | | Blick von Südosten über Kleinern im Wesebachtal hinweg zum Elmsberg (links)                                                  |
| Kletterkopf (⊙)                                                 | 526,6             | Mittelkellerwald                                      | 344.1                 | NRP             | –               | Bad Wildungen – Hüddingen – Hundsdorf                                                                                               | KB                  | Q: Dreisbach, Q: Wilde (Wölfte) (n) | |
| Ohrberg (⊙)                                                     | 525,4             | Mittelkellerwald                                      | 344.1                 | NRP             | –               | Bad Wildungen – Armsfeld Haina – Battenhausen – Hüttenrode                                                                          | KB                  | | |
| Himmelreich (Friedrichskopf-Nk) (⊙)                             | 524,8             | Große Hardt                                           | 344.3                 | NRP             | NLP             | Bad Wildungen – Frebershausen Frankenau – Frankenau (Ko)                                                                            | KB                  | Friedrichskopf-Nordkuppe; Dehnerts Grab | |
| Silberberg (⊙)                                                  | 523               | Wildunger Bergland                                    | 344.2                 | NRP             | –               | Bad Wildungen – Hundsdorf | KB                  | | |
| Kleiner Keppelberg (⊙)                                          | 522,9             | Mittelkellerwald                                      | 344.1                 | NRP             | –               | Haina – Battenhausen – Haina (Ko) – Hüttenrode                                                                                      | KB                  | | |
| Homberg (⊙)                                                     | 518,5             | Wildunger Bergland                                    | 344.2                 | NRP             | –               | Bad Wildungen – Bad Wildungen (Ko) – Reinhardshausen                                                                                | KB                  | Aussichtsturm | Homberg (Kellerwald) aus westlicher Richtung                                                                                 |
| Rabenkoppe (s. a. Rabenstein) (⊙)                               | 515,8             | Mittelkellerwald                                      | 344.1                 | NRP             | –               | Bad Wildungen – Armsfeld Haina – Battenhausen – Fischbach – Haddenberg                                                              | KB                  | | |
| Ebelsberg (⊙)                                                   | 514,0             | Mittelkellerwald                                      | 344.1                 | NRP             | –               | Frankenau – Dainrode Haina – Altenhaina – Löhlbach                                                                                  | KB                  | Aulesburg (Burgstall); Q: Schweinfe (n); Q: Königshauser Grund (n)                                                                               | |
| Hahnberg (⊙)                                                    | 511,7             | Wildunger Bergland                                    | 344.2                 | NRP             | –               | Bad Wildungen – Reinhardshausen | KB                  | | |
| Bismarckhöhe (Homberg-Nk) (⊙)                                   | 511,4             | Wildunger Bergland                                    | 344.2                 | NRP             | –               | Bad Wildungen – Reinhardshausen | KB                  | Südgipfel des Homberg | |
| Eulenberg (s. a. Eulenkopf) (⊙)                                 | 511,4             | Mittelkellerwald                                      | 344.1                 | NRP             | –               | Frankenau – Dainrode Haina – Altenhaina – Löhlbach                                                                                  | KB                  | Aulesburg (Burgstall; n); Q: Königshauser Grund (n)                                                                                              | |
| Lingenkopf Südostkuppe: Nordwestkuppe: (⊙)                      | 507 500,2         | Große Hardt                                           | 344.3                 | NRP             | NLP             | Bad Wildungen – Frebershausen Edertal – Bringhausen – Gellershausen Vöhl – Asel-Süd                                                 | KB                  | Bathildishütte; Q: Große Küche | |
| Peterskopf (⊙)                                                  | 506,6             | Große Hardt                                           | 344.3                 | NRP             | NLP             | Edertal – Bringhausen – Kleinern | KB                  | „Oberbecken Waldeck I“ Pumpspeicherwerke Waldeck (Kavernenkraftwerk „Waldeck I“) siehe auch bei 539,2 m: Ermerod; Affolderner See, Q: Heimbach   | Blick über den Affolderner See westwärts zum Peterskopf (mittig); mit Eulen- und Jürgenkopf (links) und Blauem Kopf (rechts) |
| Dielenberg (⊙)                                                  | 506,3             | Mittelkellerwald                                      | 344.1                 | NRP             | –               | Haina – Battenhausen – Haina (Ko) – Löhlbach                                                                                        | KB                  | | |
| Struthrück (⊙)                                                  | 505,9             | Niederkellerwald                                      | 344.5                 | NRP             | –               | Frankenau – Frankenau (Ko) Haina – Löhlbach                                                                                         | KB                  | Q: Große Lorfe (n), Q: Schweinfebach (n) | |
| Dietrichshagen (⊙)                                              | 505,1             | Wildunger Bergland                                    | 344.2                 | NRP             | –               | Bad Wildungen – Hüddingen – Hundsdorf                                                                                               | KB                  | Q: Silbach | |
| Weseberg (⊙)                                                    | 503,3             | Mittelkellerwald                                      | 344.1                 | NRP             | –               | Bad Wildungen – Frebershausen – Hüddingen Frankenau – Frankenau (Ko) Haina – Löhlbach                                               | KB                  | | |
| Pfaffenberg (⊙)                                                 | 501,9             | Wildunger Bergland                                    | 344.2                 | NRP             | –               | Bad Wildungen – Armsfeld – Bergfreiheit – Braunau – Hundsdorf – Odershausen                                                         | KB                  | | |
| Große Leuchte (⊙)                                               | 500,8             | Mittelkellerwald                                      | 344.1                 | NRP             | –               | Bad Wildungen – Armsfeld – Bergfreiheit Haina – Fischbach                                                                           | KB                  | | |
| Anna-Margaret-Köppel (⊙)                                        | 500               | Wildunger Bergland                                    | 344.2                 | NRP             | –               | Bad Wildungen – Frebershausen | KB                  | Q: Rödelbach (n), Q: Ebach (n) | |
| Hainchen (⊙)                                                    | 498,7             | Große Hardt                                           | 344.3                 | NRP             | NLP             | Frankenau – Altenlotheim | KB                  | | |
| Quernsberg (⊙)                                                  | 498,1             | Große Hardt                                           | 344.3                 | NRP             | NLP             | Frankenau – Altenlotheim | KB                  | | |
| Bracht (Schmittlotheim) Südkuppe: Nordkuppe: (⊙)                | 498 480,2         | Große Hardt                                           | 344.3                 | NRP             | NLP             | Vöhl – Schmittlotheim | KB                  | Q: Elsbach (n), Q: Bärenbach (n) | |
| Himbeerkopf (⊙)                                                 | 491,5             | Große Hardt                                           | 344.3                 | NRP             | NLP             | Bad Wildungen – Frebershausen Frankenau – Altenlotheim Vöhl – Asel-Süd – Schmittlotheim                                             | KB                  | | |
| Wolfschur (⊙)                                                   | 491               | Wildunger Bergland                                    | 344.2                 | NRP             | –               | Bad Wildungen – Bad Wildungen (Ko)                                                                                                  | KB                  | Q: Haarbach, Q: Haimbach | |
| Einfirst Mittlere Kuppe: Nordnordostkuppe: Südsüdwestkuppe: (⊙) | 490,2 484,1 446,0 | Mittelkellerwald                                      | 344.1                 | NRP             | –               | Haina – Battenhausen – Haina (Ko) – Hüttenrode – Löhlbach                                                                           | KB                  | | |
| Höhnscheid (⊙)                                                  | 490,1             | Höhnscheid, Aarstruth                                 | 344.52 332.34         | –               | –               | Lichtenfels – Fürstenberg – Goddelsheim – Immighausen                                                                               | KB                  | | |
| Großer Keppelberg (⊙)                                           | 490,1             | Mittelkellerwald                                      | 344.1                 | NRP             | –               | Haina – Battenhausen – Haina (Ko) – Hüttenrode                                                                                      | KB                  | Q: Wohra (n) | |
| Geismarsberg (⊙)                                                | 490               | Große Hardt                                           | 344.3                 | NRP             | NLP             | Frankenau – Altenlotheim Bad Wildungen – Frebershausen                                                                              | KB                  | | |
| Kronberg (s. a. Kornberg) (⊙)                                   | 487               | Große Hardt                                           | 344.3                 | NRP             | NLP             | Frankenau – Altenlotheim | KB                  | Q: Mühlenbach | |
| Bösenberg (⊙)                                                   | 483               | Große Hardt                                           | 344.3                 | NRP             | NLP             | Frankenau – Altenlotheim | KB                  | | |
| Homberg (⊙)                                                     | 479,2             | Wildunger Bergland                                    | 344.2                 | NRP             | –               | Bad Wildungen – Albertshausen – Frebershausen – Hüddingen Edertal – Gellershausen                                                   | KB                  | | |
| Ascherberg (Bösenberg-Nk) (⊙)                                   | 479,1             | Große Hardt                                           | 344.3                 | NRP             | NLP             | Frankenau – Altenlotheim | KB                  | | |
| Herrenhöhe (⊙)                                                  | 476,8             | Niederkellerwald                                      | 344.5                 | NRP             | –               | Frankenau – Allendorf – Frankenau (Ko)                                                                                              | KB                  | Sendemast Wbh; Q: Treisbach (n) | |
| Hundskopf (⊙)                                                   | 470,6             | Gilserberger Höhen                                    | 346.0                 | NRP             | –               | Gilserberg – Schönau – Sebbeterode Jesberg – Densberg – Jesberg (Ko) – Richerode                                                    | HR                  | höchster Berg des Höhenzugs Hemberg | Blick von Densberg zum Hundskopf                                                                                             |
| Estenberg (⊙)                                                   | 464,9             | Höhnscheid, Ederseetrog, Lotheimer Täler              | 344.52 344.4 344.51   | –               | –               | Lichtenfels – Fürstenberg Vöhl – Buchenberg – Herzhausen                                                                            | KB                  | Q: Mombeck | |
| Daudenberg (⊙)                                                  | 464,8             | Große Hardt                                           | 344.3                 | NRP             | NLP             | Edertal – Bringhausen | KB                  | Blockschutthalde, Kruhöffers Grab (Sauermilchplatz)                                                                                              | |
| Im Gebrannten Südostkuppe: Nordwestkuppe: (⊙)                   | 464,8 459         | Große Hardt                                           | 344.3                 | NRP             | NLP             | Vöhl – Asel-Süd – Kirchlotheim – Schmittlotheim                                                                                     | KB                  | Q: Elsbach (n), Q: Quellbach zum Hundsbach | |
| Stürtzelskopf (⊙)                                               | 461,7             | Große Hardt                                           | 344.3                 | NRP             | NLP             | Edertal – Hemfurth – Kleinern | KB                  | Igelnest (Südflankenflur); Affolderner See | |
| Jürgenkopf (⊙)                                                  | 461               | Große Hardt                                           | 344.3                 | NRP             | NLP             | Edertal – Hemfurth – Kleinern | KB                  | Affolderner See | Blick über den Affolderner See westwärts zum Eulen- und Jürgenkopf (links); mit Peterskopf (mittig) und Blauem Kopf (rechts) |
| Arensberg Südkuppe: Mittelkuppe: Nordkuppe: (⊙)                 | 460 459,6 451     | Große Hardt                                           | 344.3                 | NRP             | NLP             | Vöhl – Asel-Süd | KB                  | Edersee | |
| Hegeberg (⊙)                                                    | 460               | Große Hardt                                           | 344.3                 | NRP             | NLP             | Vöhl – Asel-Süd – Kirchlotheim – Schmittlotheim                                                                                     | KB                  | Edersee, Q: Elsbach | |
| Bleiberg (⊙)                                                    | 459,6             | Große Hardt                                           | 344.3                 | NRP             | NLP             | Bad Wildungen – Frebershausen Edertal – Bringhausen Frankenau – Altenlotheim Vöhl – Asel-Süd                                        | KB                  | | |
| Bilstein (⊙)                                                    | 455,1             | Wildunger Bergland                                    | 344.2                 | NRP             | –               | Bad Wildungen – Reitzenhagen | KB                  | Bilsteinklippen, abgegangene Burg (Name?) | |
| Großer Hegekopf (Ermerod-Nk) (⊙)                                | 454,1             | Große Hardt                                           | 344.3                 | NRP             | NLP             | Edertal – Bringhausen – Hemfurth – Rehbach                                                                                          | KB                  | | |
| Mühlenberg (⊙)                                                  | 451,5             | Höhnscheid, Ederseetrog                               | 344.52 344.4          | –               | –               | Lichtenfels – Fürstenberg – Immighausen Vöhl – Herzhausen                                                                           | KB                  | | |
| Hoher Stoßkopf (⊙)                                              | 451               | Große Hardt                                           | 344.3                 | NRP             | NLP             | Edertal – Bringhausen | KB                  | | |
| Orthberg (⊙)                                                    | 447,4             | Löwensteiner Berge                                    | 344.01                | NRP             | –               | Bad Zwesten – Oberurff-Schiffelborn                                                                                                 | HR                  | Wanderklippe | |
| Wolfsberg (⊙)                                                   | 442,6             | Große Hardt                                           | 344.3                 | NRP             | NLP             | Bad Wildungen – Frebershausen Edertal – Bringhausen Frankenau – Altenlotheim Vöhl – Asel-Süd                                        | KB                  | | |
| Bracht (Ederbringhausen) (⊙)                                    | 442,0             | Niederkellerwald                                      | 344.5                 | NRP             | –               | Frankenau – Altenlotheim – Frankenau (Ko) – Louisendorf Vöhl – Ederbringhausen                                                      | KB                  | | |
| Braunauer Berg (⊙)                                              | 440,8             | Löwensteiner Berge                                    | 344.01                | NRP             | –               | Bad Wildungen – Braunau | KB                  | | |
| Harzberg (⊙)                                                    | 440,7             | Große Hardt                                           | 344.3                 | NRP             | NLP             | Frankenau – Altenlotheim – Frankenau (Ko)                                                                                           | KB                  | Q: Nebenbach vom Harzberg (n) | |
| Eulenkopf (s. a. Eulenberg) (⊙)                                 | 440               | Große Hardt                                           | 344.3                 | NRP             | NLP             | Edertal – Hemfurth – Kleinern | KB                  | Affolderner See | Blick über den Affolderner See westwärts zum Eulen- und Jürgenkopf (links); mit Peterskopf (mittig) und Blauem Kopf (rechts) |
| Kleiner Hegekopf (Ochsenwurzelskopf-Nk) (⊙)                     | 440               | Große Hardt                                           | 344.3                 | NRP             | NLP             | Edertal – Bringhausen – Hemfurth – Rehbach                                                                                          | KB                  | | |
| Mittelrück (⊙)                                                  | 440               | Große Hardt                                           | 344.3                 | NRP             | NLP             | Frankenau – Altenlotheim – Frankenau (Ko)                                                                                           | KB                  | | |
| Rabenstein (s. a. Rabenkoppe) (⊙)                               | 439,3             | Wildunger Bergland                                    | 344.2                 | NRP             | NLP             | Edertal – Affoldern – Giflitz – Kleinern – Mehlen                                                                                   | KB                  | Rabensteinpforte (n); Affolderner See | Rabenstein (rechts) mit Affolderner See in Rabensteinpforte vom Peterskopf betrachtet                                        |
| Haardtberg (Nk v. Braunauer Berg) (⊙)                           | 437               | Löwensteiner Berge                                    | 344.01                | NRP             | –               | Bad Wildungen – Bergfreiheit | KB                  | Rödernhof (n); Q: Gersbach (n) | |
| Nitter (Wolfschur-Nk) (⊙)                                       | 435,9             | Wildunger Bergland                                    | 344.2                 | NRP             | –               | Bad Wildungen – Albertshausen – Reinhardshausen – Reitzenhagen Edertal – Kleinern                                                   | KB                  | | |
| Bettelkopf (⊙)                                                  | 435               | Große Hardt                                           | 344.3                 | NRP             | NLP             | Vöhl – Kirchlotheim | KB                  | Q: Hundsbach | |
| Frankenberg (⊙)                                                 | 435               | Ederseetrog, Sachsenhäuser Hügelland                  | 344.4 3401.13         | –               | –               | Vöhl – Herzhausen – Marienhagen – Thalitter                                                                                         | KB                  | Hügelgrab | |
| Angstberg (⊙)                                                   | 433               | Wildunger Bergland                                    | 344.2                 | NRP             | –               | Edertal – Gellershausen | KB                  | | |
| Keseberg Nordostkuppe: Südwestkuppe: (⊙)                        | 431,2 430         | Niederkellerwald                                      | 344.5                 | NRP             | –               | Vöhl – Ederbringhausen | KB                  | Ruine Keseburg Burg Hessenstein | |
| Weißer Stein (Ochsenwurzelskopf-Nk) (⊙)                         | 428,7             | Große Hardt                                           | 344.3                 | NRP             | NLP             | Edertal – Bringhausen – Hemfurth – Rehbach                                                                                          | KB                  | Edersee | |
| Kindeloh (⊙)                                                    | 427,7             | Ederseetrog, Korbacher Ebene, Sachsenhäuser Hügelland | 344.4 3401.11 3401.13 | –               | –               | Vöhl – Marienhagen – Obernburg – Thalitter                                                                                          | KB                  | Q: Aselbach Q: Lauterbach (n) | |
| Salzkopf (Hegeberg-Nk) (⊙)                                      | 427,5             | Große Hardt, Ederseetrog                              | 344.3 344.4           | NRP             | NLP             | Vöhl – Asel-Süd | KB                  | Edersee | |
| Langer Berg (Ederbringhausen) (⊙)                               | 425,4             | Lotheimer Täler, Leimestruth, Hessensteiner Wald      | 344.51 332.31 332.32  | –               | –               | Vöhl – Buchenberg – Ederbringhausen                                                                                                 | KB                  | | |
| Harsch (Nk v. Braunauer Berg) (⊙)                               | 425,1             | Löwensteiner Berge                                    | 344.01                | NRP             | –               | Bad Wildungen – Bergfreiheit – Braunau Bad Zwesten – Bad Zwesten (Ko)                                                               | KB HR               | Wasserschloss Gershausen (Gershäuser Hof) (n) | |
| Frauenberg (Nk v. Dickem Kopf) (⊙)                              | 425               | Große Hardt, Wildunger Bergland                       | 344.3 344.2           | NRP             | NLP             | Edertal – Gellershausen | KB                  | | |
| Michelskopf (⊙)                                                 | 424,7             | Ederseetrog                                           | 344.4                 | NRP             | –               | Edertal – Buhlen – Hemfurth-Edersee                                                                                                 | KB                  | Edersee (n) | |
| Luttersböhl (⊙)                                                 | 422               | Große Hardt, Ederseetrog                              | 344.3 344.4           | NRP             | NLP             | Edertal – Bringhausen | KB                  | | |
| Schloßberg (Gilserberg) (⊙)                                     | 419,0             | Gilserberger Höhen                                    | 346.0                 | NRP             | –               | Gilserberg – Schönstein – Schönau                                                                                                   | HR                  | Berg im Höhenzug Hemberg; Burgruine Schönstein (Westflanke)                                                                                      | |
| Schneidersberg (⊙)                                              | 416,4             | Große Hardt, Lotheimer Täler                          | 344.3 344.51          | NRP             | NLP             | Vöhl – Schmittlotheim | KB                  | | |
| Katzenstein (Waldeck) (⊙)                                       | 414,1             | Ederseetrog                                           | 344.4                 | NRP             | –               | Waldeck – Waldeck (Ot) | KB                  | NSG Katzenstein; Edersee | |
| Langer Berg (Buchenberg) (⊙)                                    | 413,9             | Lotheimer Täler, Leimestruth                          | 344.51 332.31         | –               | –               | Vöhl – Buchenberg – Kirchlotheim – Schmittlotheim                                                                                   | KB                  | Wbh, Sportplätze | |
| Kahle Hardt (⊙)                                                 | 411               | Ederseetrog, Sachsenhäuser Hügelland                  | 344.4 3401.13         | NRP             | –               | Vöhl – Basdorf Waldeck – Nieder-Werbe-Scheid                                                                                        | KB                  | Scheid; Edersee | |
| Uhrenkopf (⊙)                                                   | 405               | Ederseetrog                                           | 344.4                 | NRP             | –               | Edertal – Affoldern – Hemfurth | KB                  | AP oberhalb Ederstaumauer; Edersee | Blick vom Wildpark Edersee zur Staumauer des Edersees, mit Uhrenkopf (links) und Michelskopf (mittig) im Hintergrund         |
| Heckelsburg (Höckelsburg) (⊙)                                   | 407,4             | Ederseetrog                                           | 344.4                 | –               | –               | Lichtenfels – Immighausen Vöhl – Herzhausen                                                                                         | KB                  | Höckelsburg (Burgstall) | |
| Großer Mehlberg (⊙)                                             | 404,1             | Ederseetrog, Sachsenhäuser Hügelland                  | 344.4 3401.13         | NRP             | –               | Waldeck – Nieder-Werbe – Waldeck (Ot)                                                                                               | KB                  | Q: Bärentalsbach | |
| Andreasburg (⊙)                                                 | 403               | Große Hardt                                           | 344.3                 | NRP             | NLP             | Frankenau – Altenlotheim | KB                  | | |
| Goldbachskopf (⊙)                                               | 402,1             | Wildunger Bergland                                    | 344.2                 | NRP             | –               | Edertal – Gellershausen | KB                  | Q: Goldbach | |
| Kornberg (s. a. Kronberg) (⊙)                                   | 400,4             | Große Hardt                                           | 344.3                 | NRP             | NLP             | Frankenau – Altenlotheim – Frankenau (Ko)                                                                                           | KB                  | | |
| Ebachsköppel (⊙)                                                | 400               | Wildunger Bergland                                    | 344.2                 | NRP             | –               | Edertal – Gellershausen | KB                  | Sendemast/-turm | |
| Kumpeskopf (⊙)                                                  | 400               | Wildunger Bergland                                    | 344.2                 | NRP             | NLP             | Edertal – Affoldern – Giflitz – Kleinern – Mehlen                                                                                   | KB                  | Affolderner See | |
| Ringelsberg (⊙)                                                 | 400               | Ederseetrog, Große Hardt                              | 344.4 344.3           | NRP             | NLP             | Vöhl – Asel-Süd | KB                  | | |
| Kanzel (⊙)                                                      | 399,3             | Ederseetrog                                           | 344.4                 | NRP             | –               | Edertal – Buhlen – Hemfurth-Edersee Waldeck – Waldeck (Ot)                                                                          | KB                  | Aussicht u. a. auf Waldecker Bucht des Stausees; Edersee                                                                                         | |
| Hochstein (⊙)                                                   | 395,1             | Ederseetrog                                           | 344.4                 | NRP             | –               | Vöhl – Asel – Herzhausen – Marienhagen                                                                                              | KB                  | Edersee | |
| Hardt (⊙)                                                       | 394               | Große Hardt, Ederseetrog                              | 344.3 344.4           | NRP             | NLP             | Vöhl – Harbshausen – Kirchlotheim                                                                                                   | KB                  | Edersee | |
| Scharfenstein (⊙)                                               | 392,1             | Große Hardt, Lotheimer Täler                          | 344.3 344.51          | NRP             | NLP             | Frankenau – Altenlotheim | KB                  | | |
| Burberg (Ochsenwurzelskopf-Nk) (⊙)                              | 385               | Ederseetrog, Große Hardt                              | 344.4 344.3           | NRP             | NLP             | Edertal – Bringhausen – Hemfurth – Rehbach                                                                                          | KB                  | | |
| Kleiner Mehlberg (⊙)                                            | 385               | Ederseetrog, Sachsenhäuser Hügelland                  | 344.4 3401.13         | NRP             | –               | Waldeck – Nieder-Werbe – Waldeck (Ot)                                                                                               | KB                  | Q: Bärentalsbach | |
| Mühlberg (⊙)                                                    | 384,6             | Wildunger Bergland                                    | 344.2                 | NRP             | –               | Edertal – Kleinern | KB                  | | |
| Himmelsbreite (⊙)                                               | 380               | Ederseetrog                                           | 344.4                 | NRP             | –               | Vöhl – Harbshausen – Kirchlotheim                                                                                                   | KB                  | Edersee | |
| Klingeseberg (Nk v. Dickem Kopf) (⊙)                            | 380               | Wildunger Bergland                                    | 344.2                 | NRP             | NLP             | Edertal – Gellershausen | KB                  | | |
| Lindenberg (⊙)                                                  | 376               | Ederseetrog                                           | 344.4                 | NRP             | –               | Vöhl – Asel – Basdorf Waldeck – Nieder-Werbe-Scheid                                                                                 | KB                  | Hünselburg; Edersee | |
| Ehrenberg (⊙)                                                   | 375               | Ederseetrog                                           | 344.4                 | NRP             | –               | Vöhl – Asel – Herzhausen – Marienhagen                                                                                              | KB                  | Ruine Ehrenburg (n); Edersee | |
| Hagenstein (Loreley des Edertals) (⊙)                           | 373,5             | Große Hardt, Lotheimer Täler                          | 344.3 344.51          | NRP             | NLP             | Vöhl – Kirchlotheim – Schmittlotheim                                                                                                | KB                  | | Hagenstein von Norden mit der Eder im Vordergrund                                                                            |
| Bloßenberg (⊙)                                                  | 343               | Ederseetrog                                           | 344.4                 | NRP             | NLP             | Edertal – Bringhausen | KB                  | Fischhaus Banfe (n); Edersee | |
| Hammerberg (⊙)                                                  | 335               | Ederseetrog                                           | 344.4                 | NRP             | –               | Edertal – Hemfurth-Edersee – Rehbach                                                                                                | KB                  | Wildpark Edersee, Buchenhaus (Museum), Hopfenberge (n); Edersee, Q: Rehbach                                                                      | |
| Eschelberg (⊙)                                                  | 311,9             | Ederseetrog                                           | 344.4                 | NRP             | –               | Edertal – Hemfurth-Edersee – Rehbach                                                                                                | KB                  | TreeTopWalk – Der Baumkronenweg am Edersee mit Lehrpfad Eichhörnchenpfad, Kletterpark Edersee, Ederseeheim (Ferienheim); Edersee, Q: Rehbach (n) | |
| Ochsenbühl (⊙)                                                  | 310               | Ederseetrog                                           | 344.4                 | NRP             | –               | Vöhl – Herzhausen – Kirchlotheim | KB                  | Ex Thingstätte; Edersee | |
| Wolfskaute (⊙)                                                  | 300,1             | Wildehügelland                                        | 341.52                | NRP             | –               | Edertal – Affoldern – Giflitz – Mehlen                                                                                              | KB                  | | |
| Adamsberg (⊙)                                                   | 283,1             | Ederseetrog                                           | 344.4                 | NRP             | –               | Waldeck – Nieder-Werbe-Scheid | KB                  | Scheid; Edersee | |

## Berge und Erhebungen mit fehlenden Höhen
Dies sind Berge/Erhebungen, deren Höhen noch nicht gefunden/recherchiert sind:
| Berg, Erhebung, Ausläufer (Geo-Koordinaten) | Höhe (m)       | Naturraum/ Naturräume              | Nr./ Nrn.    | NRP K-E (s. u.) | NLP K-E (s. u.) | Lage: Gemeinde/n – Ortschaft/en (bei/zwischen) | Land- kreis/e (s. u.) | Ort von (Lage in/mit NSG; Sehenswürdigkeiten; Gewässer/-quellen) | Bild |
| ------------------------------------------- | -------------- | ---------------------------------- | ------------ | --------------- | --------------- | ---------------------------------------------- | --------------------- | ---------------------------------------------------------------- | --- |
| Katzenstein (Bad Wildungen) (⊙)             | ???            | Wildunger Bergland, Wildehügelland | 344.2 341.52 | NRP             | –               | Bad Wildungen – Bad Wildungen (Ko)             | KB                    | Aussichtsturm                                                    | |
| Schlossberg (Waldeck) (⊙)                   | ??? siehe hier | Ederseetrog                        | 344.4        | NRP             | –               | Waldeck – Waldeck (Ot)                         | KB                    | Schloss Waldeck                                                  | Blick vom Hammerberg über den Edersee bei Niedrigwasser mit den normalerweise von Wasser überfluteten Hopfenbergen zum Schlossberg mit Schloss Waldeck; links unten Hotel-Restaurant Seeblick; rechts oben Häuser von Waldeck |

## Abkürzungen
Die in der Tabelle verwendeten Abkürzungen (alphabetisch sortiert) bedeuten:
Landkreise (Kfz-Kennzeichen):
- HR = Schwalm-Eder-Kreis
- KB = Waldeck-Frankenberg

Natur- und Nationalparks:
- NLP K-E (in Spaltenüberschrift) / nur NLP (in Tabellenzellen) = Nationalpark Kellerwald-Edersee
- NRP K-E (in Spaltenüberschrift) / nur NRP (in Tabellenzellen) = Naturpark Kellerwald-Edersee

Sonstiges:
- AT = Aussichtsturm
- Ex = ehemalig
- FMT = Fernmeldeturm
- Gr = Groß, Großer
- KD = Kulturdenkmal
- Ko = Kern-/Hauptort einer Gemeinde/Stadt – siehe auch Kernstadt
- n = nahe (in der Nähe)
- NHN = Normalhöhennull
- Nk = Nebenkuppe
- Nr./Nrn. = Nummer/Nummern (steht hier für Naturraum/-räume)
- NSG = Naturschutzgebiet
- Ot = Ortsteil (hier nur für Ortsteil Waldeck (Stadt Waldeck), weil Sachsenhausen der Kernort von Waldeck (Stadt) ist)
- Q = Quelle
- s. a. = siehe auch
- v = von, vom
- Wbh = Wasserbehälter